# Danh sách giải thưởng và đề cử của The Chainsmokers
Sau đây là danh sách các giải thưởng và đề cử dành cho bộ đôi DJ/nhà sản xuất âm nhạc người Mỹ The Chainsmokers.

## Giải thưởng Âm nhạc Mỹ
| Năm  | Hạng mục                                                | Dành cho            | Kết quả   |
| ---- | ------------------------------------------------------- | ------------------- | --------- |
| 2016 | Nghệ sĩ mới của năm                                     | The Chainsmokers    | Đề cử     |
| 2016 | Ban nhạc/Cặp đôi/Nhóm nhạc Pop/Rock được yêu thích nhất | The Chainsmokers    | Đề cử     |
| 2016 | Nghệ sĩ nhạc dance điện tử được yêu thích nhất          | The Chainsmokers    | Đoạt giải |
| 2016 | Bài hát hợp tác của năm                                 | "Don't Let Me Down" | Đề cử     |

## Giải thưởng Âm nhạcBillboard
| Năm  | Hạng mục                                 | Dành cho            | Kết quả      |
| ---- | ---------------------------------------- | ------------------- | ------------ |
| 2016 | Nghệ sĩ nhạc dance/điện tử xuất sắc nhất | The Chainsmokers    | Đề cử        |
| 2016 | Bài hát nhạc dance/điện tử hàng đầu      | "Roses"             | Đề cử        |
| 2017 | Nghệ sĩ hàng đầu                         | The Chainsmokers    | Chưa công bố |
| 2017 | Giải Thành tựu Xếp hạng Billboard        | The Chainsmokers    | Chưa công bố |
| 2017 | Cặp đôi/Nhóm nhạc hàng đầu               | The Chainsmokers    | Chưa công bố |
| 2017 | Nghệ sĩ Hot 100 hàng đầu                 | The Chainsmokers    | Chưa công bố |
| 2017 | Nghệ sĩ có danh số bài hát hàng đầu      | The Chainsmokers    | Chưa công bố |
| 2017 | Nghệ sĩ có bài hát trên radio hàng đầu   | The Chainsmokers    | Chưa công bố |
| 2017 | Nghệ sĩ có bài hát trực tuyến hàng đầu   | The Chainsmokers    | Chưa công bố |
| 2017 | Nghệ sĩ nhạc dance/điện tử hàng đầu      | The Chainsmokers    | Chưa công bố |
| 2017 | Bài hát Hot 100 hàng đầu                 | "Closer"            | Chưa công bố |
| 2017 | Bài hát bán chạy hàng đầu                | "Closer"            | Chưa công bố |
| 2017 | Bài hát trên radio hàng đầu              | "Closer"            | Chưa công bố |
| 2017 | Bài hát trực tuyến hàng đầu (Bản thu)    | "Closer"            | Chưa công bố |
| 2017 | Bài hát trực tuyến hàng đầu (Video)      | "Closer"            | Chưa công bố |
| 2017 | Bài hát hợp tác hàng đầu                 | "Closer"            | Chưa công bố |
| 2017 | Bài hát nhạc dance/điện tử hàng đầu      | "Closer"            | Chưa công bố |
| 2017 | Bài hát Hot 100 hàng đầu                 | "Don't Let Me Down" | Chưa công bố |
| 2017 | Bài hát bán chạy hàng đầu                | "Don't Let Me Down" | Chưa công bố |
| 2017 | Bài hát trên radio hàng đầu              | "Don't Let Me Down" | Chưa công bố |
| 2017 | Bài hát hợp tác hàng đầu                 | "Don't Let Me Down" | Chưa công bố |
| 2017 | Bài hát nhạc dance/điện tử hàng đầu      | "Don't Let Me Down" | Chưa công bố |
| 2017 | Album nhạc dance/điện tử hàng đầu        | Collage             | Chưa công bố |
| 2017 | Album nhạc dance/điện tử hàng đầu        | Bouquet             | Chưa công bố |

## Electronic Music Awards & Foundation Show
| Năm  | Hạng mục        | Dành cho | Kết quả |
| ---- | --------------- | -------- | ------- |
| 2016 | Đĩa đơn của năm | "Roses"  | Đề cử   |

## Giải Grammy
| Năm  | Hạng mục                                       | Dành cho            | Kết quả   |
| ---- | ---------------------------------------------- | ------------------- | --------- |
| 2017 | Nghệ sĩ mới xuất sắc nhất                      | The Chainsmokers    | Đề cử     |
| 2017 | Thu âm nhạc dance xuất sắc nhất                | "Don't Let Me Down" | Đoạt giải |
| 2017 | Trình diễn Song ca/Nhóm nhạc pop xuất sắc nhất | "Closer"            | Đề cử     |

## iHeartRadio Much Music Video Awards
| Năm  | Hạng mục                                       | Dành cho         | Kết quả |
| ---- | ---------------------------------------------- | ---------------- | ------- |
| 2016 | Cặp đôi hoặc Nhóm nhạc quốc tế của iHeartRadio | The Chainsmokers | Đề cử   |

## Giải thưởng Âm nhạc iHeartRadio
| Năm  | Hạng mục                           | Dành cho            | Kết quả   |
| ---- | ---------------------------------- | ------------------- | --------- |
| 2017 | Lời bài hát xuất sắc nhất          | "Closer"            | Đề cử     |
| 2017 | Bài hát của năm                    | "Closer"            | Đề cử     |
| 2017 | Album nhạc dance của năm           | Collage             | Đoạt giải |
| 2017 | Video âm nhạc xuất sắc nhất        | "Don't Let Me Down" | Đề cử     |
| 2017 | Cặp đôi/Nhóm nhạc xuất sắc của năm | The Chainsmokers    | Đề cử     |
| 2017 | Nghệ sĩ mới xuất sắc nhất          | The Chainsmokers    | Đoạt giải |
| 2017 | Nghệ sĩ nhạc dance của năm         | The Chainsmokers    | Đoạt giải |
| 2017 | Bài hát hợp tác xuất sắc nhất      | "Closer"            | Đề cử     |
| 2017 | Bài hát hợp tác xuất sắc nhất      | "Don't Let Me Down" | Đề cử     |
| 2017 | Nghệ sĩ nhạc pop mới xuất sắc nhất | The Chainsmokers    | Đoạt giải |
| 2017 | Nhà sản xuất của năm               | The Chainsmokers    | Đề cử     |
| 2017 | Bài hát nhạc dance của năm         | "Don't Let Me Down" | Đề cử     |
| 2017 | Bài hát nhạc dance của năm         | "Closer"            | Đoạt giải |

## Kids' Choice Awards

### Hoa Kỳ
| Năm  | Hạng mục                        | Dành cho         | Kết quả |
| ---- | ------------------------------- | ---------------- | ------- |
| 2017 | Nghệ sĩ mới được yêu thích nhất | The Chainsmokers | Đề cử   |
| 2017 | Nhóm nhạc được yêu thích nhất   | The Chainsmokers | Đề cử   |

## Giải thưởng Âm nhạc Mỹ Latinh
| Năm  | Hạng mục                               | Dành cho            | Kết quả |
| ---- | -------------------------------------- | ------------------- | ------- |
| 2016 | Bài hát nhạc dance được yêu thích nhất | "Don't Let Me Down" | Đề cử   |

## Giải thưởng Âm nhạc LOS40
| Năm  | Hạng mục                    | Dành cho         | Kết quả |
| ---- | --------------------------- | ---------------- | ------- |
| 2016 | Nghệ sĩ quốc tế mới của năm | The Chainsmokers | Đề cử   |

## Các Giải thưởng của MTV

### Giải Âm nhạc châu Âu của MTV
| Năm  | Hạng mục                  | Dành cho         | Kết quả |
| ---- | ------------------------- | ---------------- | ------- |
| 2016 | Nghệ sĩ mới xuất sắc nhất | The Chainsmokers | Đề cử   |

### Giải Video âm nhạc của MTV
| Năm  | Hạng mục                         | Dành cho            | Kết quả |
| ---- | -------------------------------- | ------------------- | ------- |
| 2016 | Video nhạc điện tử xuất sắc nhất | "Don't Let Me Down" | Đề cử   |

### Giải MTVU Woodie
| Năm  | Hạng mục       | Dành cho         | Kết quả   |
| ---- | -------------- | ---------------- | --------- |
| 2017 | Woodie của năm | The Chainsmokers | Đoạt giải |

## Giải thưởng Âm nhạc NRJ
| Năm  | Hạng mục                                 | Dành cho         | Kết quả   |
| ---- | ---------------------------------------- | ---------------- | --------- |
| 2016 | Đĩa đơn nhạc dance/electro xuất sắc nhất | "Roses"          | Đề cử     |
| 2016 | DJ mới xuất sắc nhất                     | The Chainsmokers | Đoạt giải |

## Giải Sự lựa chọn của Công chúng
| Năm  | Hạng mục                            | Dành cho         | Kết quả |
| ---- | ----------------------------------- | ---------------- | ------- |
| 2017 | Nhóm nhạc được yêu thích nhất       | The Chainsmokers | Đề cử   |
| 2017 | Nghệ sĩ đột phá được yêu thích nhất | The Chainsmokers | Đề cử   |

## Giải thưởng Âm nhạc Radio Disney
| Năm  | Hạng mục                                                 | Dành cho            | Kết quả      |
| ---- | -------------------------------------------------------- | ------------------- | ------------ |
| 2017 | Bài hát nhạc dance xuất sắc nhất (Best Song to Dance To) | "Don't Let Me Down" | Chưa công bố |
| 2017 | Best Song To Lip Sync To                                 | "Closer"            | Chưa công bố |
| 2017 | Bài hát của năm                                          | "Closer"            | Chưa công bố |
| 2017 | Nhóm nhạc xuất sắc nhất                                  | The Chainsmokers    | Chưa công bố |

## Giải Sự lựa chọn của Giới trẻ
| Năm  | Hạng mục                                  | Dành cho         | Kết quả |
| ---- | ----------------------------------------- | ---------------- | ------- |
| 2014 | Choice Music: Electronic Music Dance Song | "#Selfie"        | Đề cử   |
| 2016 | Choice Music Group                        | The Chainsmokers | Đề cử   |

## Giải thưởng Radio WDM
| Năm  | Hạng mục                         | Dành cho            | Kết quả   |
| ---- | -------------------------------- | ------------------- | --------- |
| 2017 | DJ xuất sắc nhất                 | The Chainsmokers    | Đề cử     |
| 2017 | Bài hát toàn cầu xuất sắc nhất   | "Closer"            | Đề cử     |
| 2017 | Bài hát thịnh hành xuất sắc nhất | "Don't Let Me Down" | Đoạt giải |